# James Salter (scrittore)
(John Irving)
James Salter, nato James Horowitz (New York City, 10 giugno 1925 – Sag Harbor, 19 giugno 2015), è stato uno scrittore e sceneggiatore statunitense.
Studiò all'Accademia Militare degli Stati Uniti, a West Point, e nel 1945 entrò nell'Air Force, dove prestò servizio per dodici anni tra il Pacifico, l'Europa, gli Stati Uniti d'America e la Corea. 
Nel 1956 pubblicò (con lo pseudonimo di James Salter) il suo primo romanzo, The Hunters, basato sulla sua esperienza nella Guerra di Corea e da cui fu poi tratto un film diretto da Dick Powell. L'anno dopo decise di congedarsi dall'esercito per dedicarsi completamente alla scrittura. Lo pseudonimo divenne poi anche legalmente il suo nome.
Il suo romanzo più noto, Un gioco e un passatempo (A Sport and a Pastime), è del 1967. Il corpus delle sue opere non è molto vasto: oltre ai due romanzi citati, conta altri cinque romanzi, due raccolte di racconti (una delle quali, Dusk and Other Stories, gli ha valso il Premio PEN/Faulkner nel 1989), un libro di memorie ed alcune sceneggiature.
La sua scrittura, infatti, è caratterizzata da un estremo, continuo processo di revisione del testo alla ricerca della parola adatta, "un processo mimetico in cui vado alla ricerca di me stesso", come scrive lui stesso.

## Opere tradotte in italiano
- The Hunters, 1957 (Per la gloria, trad. di Katia Bagnoli, Guanda, Parma, 2016)
- A Sport and a Pastime, 1967 (Un gioco e un passatempo, trad. di Delfina Vezzoli, BUR, Milano, 2006, ora Guanda, Parma, 2015)
- Light Years, 1975 (Una perfetta felicità, trad. di Katia Bagnoli, Guanda, Parma, 2015)
- Cassada, 2000 (La solitudine del cielo, trad. di Katia Bagnoli, Guanda, Parma, 2017)
- Last Night, 2005 (L'ultima notte, trad. di Katia Bagnoli, Guanda, Parma, 2016)
- All That Is, 2013 (Tutto quel che è la vita, trad. di Katia Bagnoli, Guanda, Parma, 2014)
- The Art Of Fiction, 2016 (L'arte di narrare, trad. di Katia Bagnoli, Guanda, Parma, 2017)
- Burning the days, 1997 (Bruciare i giorni, trad. di Katia Bagnoli, Guanda, Parma, 2018)
- Dusk and Other Stories, 2011 (Crepuscolo e altre storie, trad. di Katia Bagnoli. Guanda, 2022)